# Igor Gordobil
Igor Gordobil Amuzarain (Mondragón, Guipúzcoa, España, 4 de agosto de 1971) es un entrenador de fútbol español. Actualmente dirige a la Sociedad Deportiva Beasáin de la Segunda Federación.

## Trayectoria
Igor es licenciado en Educación Física y comenzó su carrera en los banquillos del Mondragón de Territorial Preferente y más tarde, dirigiría al Bergara Kirol Elkartea de la Tercera División de España.
En la temporada 2009-10, dirige a la Unión Deportiva Aretxabaleta de la Tercera División de España.
En la temporada 2010-11, se convierte en entrenador del Eibar-Urko juvenil de División de Honor
En la temporada 2011-12, firma como entrenador del Club Deportivo Elgoibar de la Tercera División de España, al que dirigió hasta marzo de 2013.
Desde 2013 a 2015, trabajaría como informador del Atlético de Madrid.
El 29 de junio de 2015, firma por la Sociedad Deportiva Leioa del Grupo II de la Segunda División B de España, al que logra salvar del descenso durante dos temporadas consecutivas, acabando la liga en 15.ª y 16.ª posición, respectivamente.
En julio de 2017, firma por el CD Vitoria del Grupo II de la Segunda División B de España, al que logra salvar del descenso durante la temporada 2017-18. El 8 de enero de 2019, sería destituido del conjunto vitoriano.
El 15 de enero de 2021, firma por la Sociedad Deportiva Beasáin de Tercera División de España. El 22 de mayo de 2022, logra el ascenso a la Segunda Federación tras vencer por tres goles a cero a la Unión Deportiva Cultural Chantrea.
En la temporada 2022-23, es confirmado como entrenador de la Sociedad Deportiva Beasáin de la Segunda Federación.

## Clubes
| Club                         | País              | Año             |
| ---------------------------- | ----------------- | --------------- |
| Bergara Kirol Elkartea       | Bandera de España | 2008-2009       |
| Unión Deportiva Aretxabaleta | Bandera de España | 2009-2010       |
| Eibar-Urko Juvenil DH        | Bandera de España | 2010-2011       |
| Club Deportivo Elgoibar      | Bandera de España | 2011-2013       |
| Sociedad Deportiva Leioa     | Bandera de España | 2015-2017       |
| CD Vitoria                   | Bandera de España | 2017-2019       |
| Sociedad Deportiva Beasáin   | Bandera de España | 2021-actualidad |